# Blattella richardsi
Blattella richardsi är en kackerlacksart som beskrevs av Roth, L. M. 1985. Blattella richardsi ingår i släktet Blattella och familjen småkackerlackor. Inga underarter finns listade.